# Melcherita
A melcherita é um mineral que foi descoberto em 2014 pelo engenheiro de minas Luiz Alberto Dias Menezes Filho, no estado de São Paulo, e caracterizado pelo pesquisador Marcelo Barbosa de Andrade, do Instituto de Física de São Carlos, e o professor Daniel Atencio do, Instituto de Geociências, da USP. Após a sua descoberta foram iniciadas pesquisas a respeito de suas propriedades com o intuito de que venha a ser um novo mineral aplicado em inovações tecnológicas.
A Melcherita é um mineral transparente que apresenta a coloração bege e algumas partes constituídas por faixas brancas. A composição química do mineral é dada por: Ba2Na2Mg[Nb6O19]·6H2O.
A melcherita, um dos setenta minerais já descobertos em território brasileiro e sua descoberta, se tornou oficial apenas em 2015, por intermédio da aprovação da Associação Mineralógica Internacional.
O nome melcherita é uma homenagem ao falecido professor Geraldo Conrado Melcher (1924-2011), que chefiou o Departamento de Engenharia de Minas e Petróleo da Escola Politécnica (Poli) da USP.
O mineral foi encontrado em uma cavidade de uma rocha de carbonatito, rica em calcita e dolomita, retirada da mina de Jacupiranga. É nesse tipo de cavidade que se encontram minerais raros.
Ainda sobre sua estrutura, notou-se a presença de Nióbio no mineral, esse que é bastante estudado com intuito de que seja aplicado no aprisionamento de substâncias que são consideráveis fatais, ainda assim existem diversas aplicações em que ele pode ser utilizado como por exemplo a constituição de aços especiais. Por ser um mineral descoberto no Brasil, tem uma certa importância nacional uma vez que novas descobertas estão relacionadas com maiores conhecimentos e consequentemente melhores aplicabilidades.
Referências
[1] França, G. M.; Silvério, T. R. Melcherita. Docsity, São José dos Campos/SP, junho de 2019. Disponível em: <https://www.docsity.com/pt/propriedades-melcherita/4973570/> Acesso em 29 de outubro de 2021.
[2] Novo mineral descoberto pode ter aplicações tecnológicas. 2016. Disponível em: Disponível em: <http://www.usp.br/agen/?p=228651>. Acesso em 29 de outubro de 2021.
[3]https://www.mindat.org/min-46639.html
[4]https://periodicos.ufmg.br/index.php/revistageonomos/article/view/11450/8188
[5]https://www.researchgate.net/publication/317648847_Melcherite_trigonal_Ba2Na2MgNb6O196H2O_the_second_natural_hexaniobate_from_Cajati_Sao_Paulo_Brazil_Description_and_crystal_structure